# Bredstjärttetra
Bredstjärttetra (Mimagoniates inequalis) är en fiskart som först beskrevs av Eigenmann, 1911.  Bredstjärttetra ingår i släktet Mimagoniates och familjen Characidae. Inga underarter finns listade.